# Phyllodactylus palmeus
Phyllodactylus palmeus este o specie de șopârle din genul Phyllodactylus, familia Gekkonidae, descrisă de Dixon 1968. Conform Catalogue of Life specia Phyllodactylus palmeus nu are subspecii cunoscute.